# دوان ستاركس
دوان لونيل ستاركس ، من مواليد 23 ماي 1974 في بلد الاصل ميامي ، هو لاعب تخصص بلعب كرة قدم أمريكي .

## سيرة شخصية

### طفولة
في البداية تلق ستاركس تدريسه في مدرسة ميامي بيتش الثانوية في ميامي بيتش و بعدها لعب في خطة الوسط مع فريقه في كرة القدم الأمريكية و هناك تمكن من خطته و اصبح لاعبا متميزا، كما لعب أيضًا مع عدة افرقة و من اهمها فريق سباقات المضمار والميدان للوثب الطويل .

### حياة مهنية

#### جامعة
وبعد ما قضى عامين من الدراسة في كلية هولمز المجتمعية في بلده ميسيسيبي ، انتقل إلى جامعة ميامي في عام 1995، وانضم إلى فريق الأعاصير . تولى خطة الدفاع، هناك تميز و اصبح من أفضل عناصر هيئة التدريس وكشف أيضًا عن نفسه في منصب عائد المقامرة.